# Gare locale de Francfort-sur-le-Main
Pour les articles homonymes, voir Gare de Francfort.
La gare locale de Francfort (Frankfurt Lokalbahnhof) est une gare ferroviaire souterraine allemande située dans le quartier de Sachsenhausen à Francfort-sur-le-Main dans le Land de Hesse.

## Histoire
Le nom de cette gare vient du nom du terminus de la vieille ligne de train reliant Francfort à Offenbach de 1848 à 1955. Cette ligne fut temporairement interrompue à la fin des Première et Seconde Guerres mondiales.
La gare de S-Bahn fut ouverte en 1990 sur la ligne souterraine reliant Konstablerwache à Südbahnhof (Gare du midi). Elle se trouve aujourd'hui à 250 mètres au Sud de l'emplacement originel.

## Service des voyageurs

### Desserte
Lokalbahnhof est desservie par les lignes de S-Bahn : S3, S4, S5, S6

### Intermodalité
La gare est également desservie par les lignes de tramway : 14, 15, 16, 18, Ebbelwei-Expreß (EE) et les lignes de Bus : 30, 36, 45, 47, 48, OF-50, 653 ainsi que les bus de nuit n62, n63, n7 et n71.